# 관중 (식물)
관중(貫衆, 학명: Dryopteris crassirhizoma)은 면마과의 여러해살이풀이다. 한국·중국·일본 ·만주 등에 분포한다. 대한민국에서는 환경부가 지정한 보호식물이라서 함부로 캘 수 없다.

## 생태
산지의 그늘지고 습한 곳에서 자생한다. 전체 높이는 50~100센티미터에 이른다. 잎은 뿌리에서 돌려나고 잎몸은 길이 1미터, 너비 25센티미터에 이르고, 잎자루는 20센티미터 남짓으로 잎몸보다 매우 짧다. 2회 깃 모양으로 깊게 갈라지며, 중축에 비늘 조각이 빽빽하게 난다. 홀씨주머니무리는 잎 윗부분에 2줄로 붙는다. 뿌리는 굵으면서 곧다. 여러 개체들이 동그란 모양으로 돌아가며 돋아난다.

## 쓰임새
생약으로 잎줄기 또는 뿌리를 쓰며 식물 이름 그대로 관중이라 부른다. 조충 및 십이지장충 구제약으로 쓴다.

## 사진

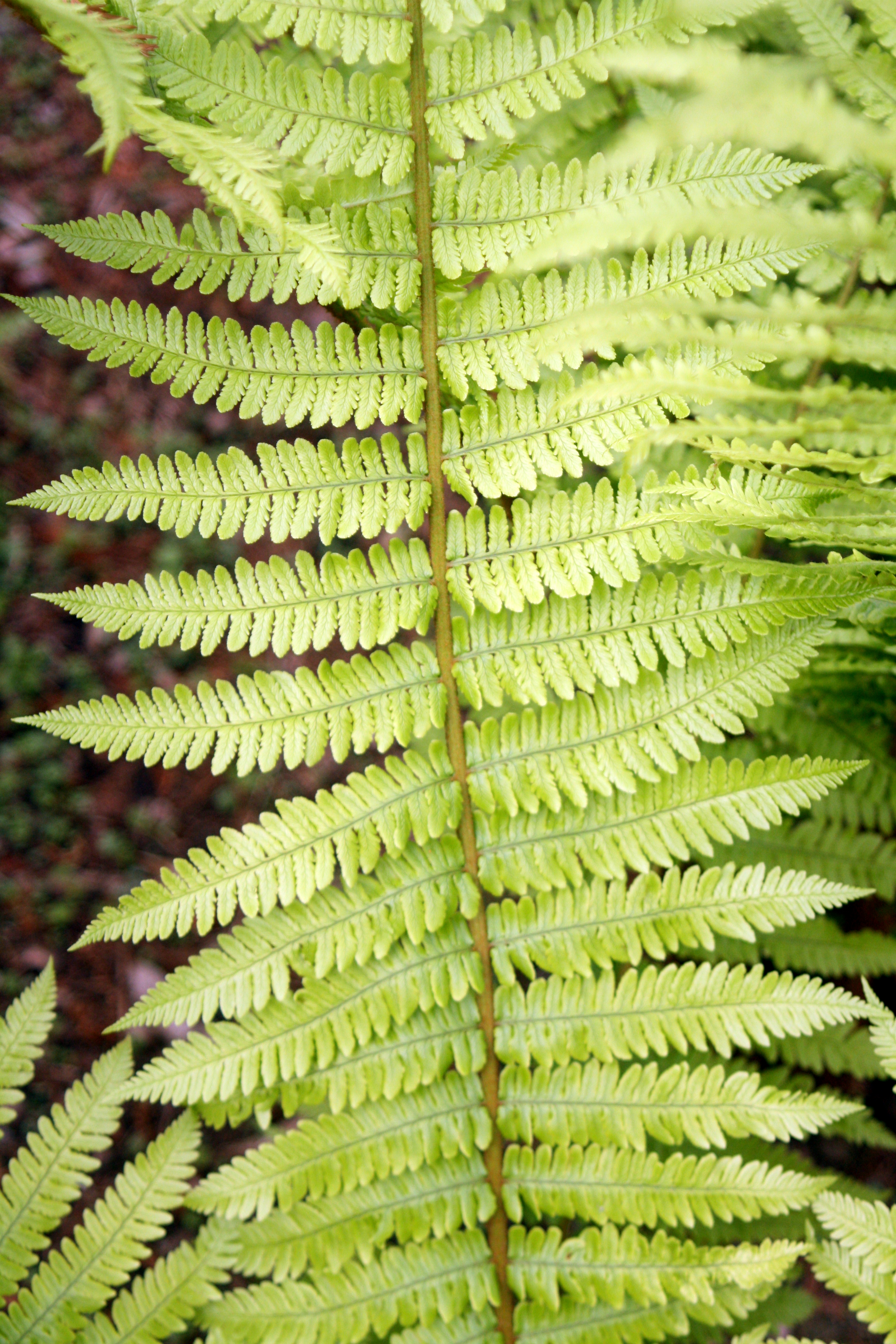
잎